# Tisamen d'Elis
Tisamen (en grec antic, Τισαμενός Tisamenós) va ser un notable de l'Èlida, de la família (genos) dels Clícides, una branca dels Iàmides. Va ser també endeví i sacerdot sacrificador.
Segons les Històries d'Heròdot, va anar a consultar la Pítia a Delfos per saber si tindria descendència o no. L'oracle li va contestar que sortiria victoriós en cinc grans lluites. Tisamen va suposar que aquesta resposta obscura es referia als Jocs Olímpics, i es tractava de promeses de distinció com a atleta en lluites esportives. Es va entrenar llargament, però va ser vençut al pentatló pel seu rival Hierònim Andri.
De la seva derrota va deduir que la resposta de la Pítia no es referia a les competicions esportives, sinó a les militars. Els espartans, que sabien la resposta de l'oracle, van provar d'atreure'l amb diners per fer-lo col·laborar amb el seu exèrcit. Tisamen va exigir rebre la ciutadania espartana completa que inicialment els espartans li van refusar però finalment van acceptar i llavors Tisamen va exigir el mateix privilegi pel seu germà Àgies, que també li fou concedit, preocupats per la sort de la guerra amb els perses, potser immediatament després de la batalla de les Termòpiles (480 aC). Segons Herodot, aquests dos germans van ser els únics estrangers que van obtenir la nacionalitat espartana. Acompanyant l'exèrcit espartà, Tisamen va participar en cinc expedicions: la batalla de Platea contra els perses el 479 aC, contra Tegea, on lluitaven com a aliats els tegeus i els argius, contra els arcadis excepte Mantinea a la batalla de Dipea també cap al 479 aC, a la tercera guerra messènica del 465 aC al 455 aC i a la batalla de Tanagra contra els atenencs el 457 aC.
Tisamen va ser el garant de les victòries dels espartans i es va convertir en un prudent i hàbil conseller militar. Herodot diu que durant la batalla de Platea, les víctimes sacrificades per Tisamen van anunciar una victòria pels grecs si els envaïts es mantenien a la defensiva, però que perdrien si volien atacar els primers. Quan els espartans van assetjar la fortalesa d'Itome, Tisamen, secundat per l'oracle de Delfos, va aconsellar que deixessin sortir tots aquells ilotes i messenis que ho desitgessin, amb la finalitat d'evitar una massacre inútil, segons explica Pausànias.
Quan va morir, es va construir una tomba a càrrec de l'estat per a ell i els seus descendents.